# 一個人生活如何
《一個人生活如何》（韓語：혼자 살아보니 어때）是韓國OnStyle電視台的綜藝節目，由少女時代成員徐玄主持與出演，主軸為徐玄第一次離開父母跟成員們，並在自己的房子(命名為「徐玄的Single House」)獨居，且自己一人去做任何事情、獨立生活的單獨真人實境綜藝節目。